# Aridelus rwindicus
Aridelus rwindicus är en stekelart som beskrevs av De Saeger 1946. Aridelus rwindicus ingår i släktet Aridelus och familjen bracksteklar. Inga underarter finns listade.